# Балтська міська територіальна громада
Балтська міська територіальна громада — територіальна громада в Подільському районі Одеській області України. Утворена 12 серпня 2015 р. в рамках адміністративно-територіальної реформи 2015–2020 років. Населення громади складає 34 117 осіб, адміністративний центр — місто Балта.
Рішення про об'єднання було прийнято Одеською обласною радою ще 12 серпня 2015 року. До складу громади увійшли Балтська міська (місто Балта) і низка сільських рад Балтського району: Бендзарівська, Білинська, Борсуківська, Гольм'янська, Кармалюківська, Козацька, Коритненська, Лісничівська, Миронівська, Обжильська, Оленівська, Пасатська, Пасицелівська, Переймівська, Перелітська, Саражинська. 
На момент об'єднання громади до неї входило одне місто і 27 сіл. 
Перші вибори були проведені 25 жовтня 2015 року.
Площа громади — 904,53 км², населення — 32 891 мешканець (2018).

У березні 2019 р. рішення про приєднання до Балтської громади прийняла Новопольська сільська рада.
17 липня 2020 року приєднані Плосківська, Сінненська та Чернеченська сільська рада.
Таким чином до громади увійшло одне місто — Балта, і 33 села:
19 липня 2020 року, в результаті адміністративно-територіальної реформи і ліквідації Балтського району, громада увійшла до складу новоутвореного Подільського району.
- Акулинівка
- Андріяшівка
- Бендзари
- Березівка
- Білине
- Борсуки
- Відрада
- Волова
- Гольма
- Євтодія
- Зелений Гай
- Кармалюківка
- Козацьке
- Коритне
- Крижовлин
- Лісничівка
- Мирони
- Мошняги
- Немирівське
- Новополь
- Обжиле
- Оленівка
- Пасат
- Пасицели
- Перейма
- Перельоти
- Петрівка
- Плоске
- Саражинка
- Семено-Карпівка
- Сінне
- Харитинівка
- Чернече